# BALCO
BALCO er en forkortelse for Bay Area Laboratory Co-operative, som er et farmaceutisk laboratorium i Burlingame i Californien, i USA.  Laboratoriet blev i 2004 kendt på grund af sin ulovlige produktion af designer-dopningen THG.
Stoffet blev først kendt, da en sprøjte med stoffet blev sendt anonymt til USADA i sommeren 2003. Senere er det kommet frem at den anonyme kilde var sprinttræneren Trevor Graham. Der blev igangsat fuld efterforskning, og man fandt ud af at stoffet kom fra BALCO.
Videre fandt man ud af, at atletiktræneren Greg Anderson havde distribueret stoffet til flere af sine udøvere. De mest profilerede udøvere, som kom i søgelyset, var sprinterne Dwain Chambers, Tim Montgomery, Marion Jones og kuglestøderen C.J. Hunter. Der blev også fundet spor, som knyttede stofferne til flere navngivne baseballspillere, football-holdet Oakland Raiders og det amerikanske OL-hold i judo. Af disse var det kun Tim Montgomery og Dwain Chambers, som blev dømt for indtagelse af THG, og udelukket fra idrætten i to år. 
| Firma | Spire Denne artikel om et firma eller en virksomhed i USA er en spire som bør udbygges. Du er velkommen til at hjælpe Wikipedia ved at udvide den. |

| Sport | Spire Denne artikel om sport er en spire som bør udbygges. Du er velkommen til at hjælpe Wikipedia ved at udvide den. |